# Писаревское сельское поселение (Воронежская область)
Писаревское сельское поселение — муниципальное образование в Кантемировском районе Воронежской области.
Административный центр — село Писаревка.

## Административное деление
В состав поселения входит один населенный пункт:
- село Писаревка.